# Écully
Écully è un comune francese di 17 742 abitanti situato nella metropoli di Lione della regione Alvernia-Rodano-Alpi.

## Origini del nome
L'area di Écully era un tempo ricoperta da una foresta di querce, chiamate in latino aesculus. Questo nome verrà deformato in Esculiacus, per poi conoscere varie trasformazioni: Excolliacus, Escullieu, Escully ed Ecuilly.

## Storia

### Simboli
Lo stemma del comune si blasona: 
Probabilmente risalente al 1892, questo stemma richiama, da un lato, l'origine del nome di Écully (da aesculus, parola latina che in origine indicava una varietà di quercia) e dall'altro il simbolo dei canonici-conti di Lione, che amministrarono Écully dal XIII secolo fino alla Rivoluzione francese.

## Società

### Evoluzione demografica
Abitanti censiti

## Cultura

### Università
- École centrale de Lyon
- Emlyon Business School